# Уотерфорд (тауншип, Мичиган)
Тауншип Уотерфорд (обычно известный просто как Уотерфорд) — хартийный тауншип в округе Окленд в американском штате Мичиган. Уотерфорд, северный пригород Детройта, расположен примерно в 30 миль (48,3 км) к северо-западу от центра Детройта. По данным переписи 2020 года, население тауншипа составляло 70 565 человек.

## История
Льюис Касс, третий губернатор Территории Мичиган, установил границы округа Окленд в 1819 году. Тауншип Уотерфорд был образован в 1834 году.
В 1818 году Оливер Уильямс выбрал землю в округе Окленд, которую он купил по цене два доллара за акр. Арчибальд Филлипс и Альфеус Уильямс приобрели 161,40 акра (653 200 м²) в месте, которое позже стало известно как деревня Уотерфорд.